# Salsa di mirtilli
La salsa di mirtilli o salsa di mirtilli rossi (cranberry sauce) è un condimento dolce a base di mirtilli rossi originario degli Stati Uniti d'America, spesso usato per condire il tacchino durante la cena del ringraziamento. 

## Storia
La ricetta della salsa di mirtilli venne descritta da Amelia Simmons nel suo American Cookery (1796), primo libro di cucina conosciuto scritto da uno statunitense.
Sebbene i pellegrini americani fossero probabilmente a conoscenza del fatto che i mirtilli selvatici crescono nei dintorni della baia del Massachusetts, non vi è alcuna fonte che attesta la presenza della salsa di mirtilli fra le pietanze presenti durante il primo pasto del Ringraziamento (nonostante gli storici abbiano fatto delle speculazioni, gli unici cibi che furono probabilmente serviti in tale evento furono del cosiddetto "mais indiano" e vari tipi di selvaggina, fra cui tacchini, e uccelli acquatici). I pellegrini iniziarono a cucinare uccelli ripieni durante l'Ottocento, ma non è chiaro se li farcissero con i mirtilli rossi. Stando a un Thanksgiving Primer della Plimoth Plantation, ciò è probabile, ma i frutti non venivano trasformati in una composta dal momento che lo zucchero era raro.
La salsa di mirtilli in barattolo fu venduta per la prima volta ad Hanson, nel Massachusetts, nel 1912. Nel 1941 venne immessa nel mercato la prima cranberry sauce prodotta in serie.
Oltre che negli USA, l'usanza di insaporire il tacchino con la composta di mirtilli durante la cena del Ringraziamento è diffusa anche in Canada. Inoltre, nel Canada e nel Regno Unito, la salsa di mirtilli viene servita durante la cena di Natale.